# Emersonella angusticollum
Emersonella angusticollum is een vliesvleugelig insect uit de familie van de Eulophidae. De wetenschappelijke naam is voor het eerst geldig gepubliceerd in 2002 door Hansson.
Christer Hansson